# Ipomoea hartwegii
Ipomoea hartwegii es una especie de planta fanerógama de la familia Convolvulaceae.

## Clasificación y descripción de la especie
Planta herbácea, postrada, a veces trepadora, perenne; tallo ramificado; hoja ovada o anchamente ovada, de (1.5)2 a 5.2(8) cm de largo, de 1 a 5 (7) cm de ancho, ápice agudo; inflorescencias con 1 a 4 flores; sépalos desiguales, de 6 a 12 mm de largo, los exteriores más pequeños, ovados u ovado-lanceolados, los interiores ovados u ovado-lanceolados; corola con forma de embudo (infundibuliforme), de 4.5 a 7.5(9.5) cm de largo, blanca, rosada o purpúrea; el fruto es una cápsula subglobosa a ovoidea, de 7 a 13 mm de largo, con 4 semillas de 6.5 a 9.5 mm de largo, glabras a pilosas en los ángulos, pelos hasta de 1 mm de largo.

## Distribución de la especie
Es una especie con distribución restringida al norte y centro de México, en la región del Altiplano Mexicano y también en la Faja Volcánica Transmexicana, en los estados de Chihuahua, Aguascalientes, Guanajuato, Querétaro, Jalisco y Michoacán.

## Hábitat
Planta que se comporta como ruderal principalmente por crecer a orilla de caminos, aunque no llega a ser perjudicial. Por lo común se le encuentra en pastizal inducido y bosque de encino. Se ha registrado en altitudes que varían de 1750 a 2450 m. Florece de julio a septiembre.

## Estado de conservación
No se encuentra bajo ningún estatus de protección.